# Cleistocactus buchtienii
Cleistocactus buchtienii es una especie de planta suculenta perteneciente al género Cleistocactus, dentro de la familia Cactaceae. Es endémica de Bolivia.

## Descripción

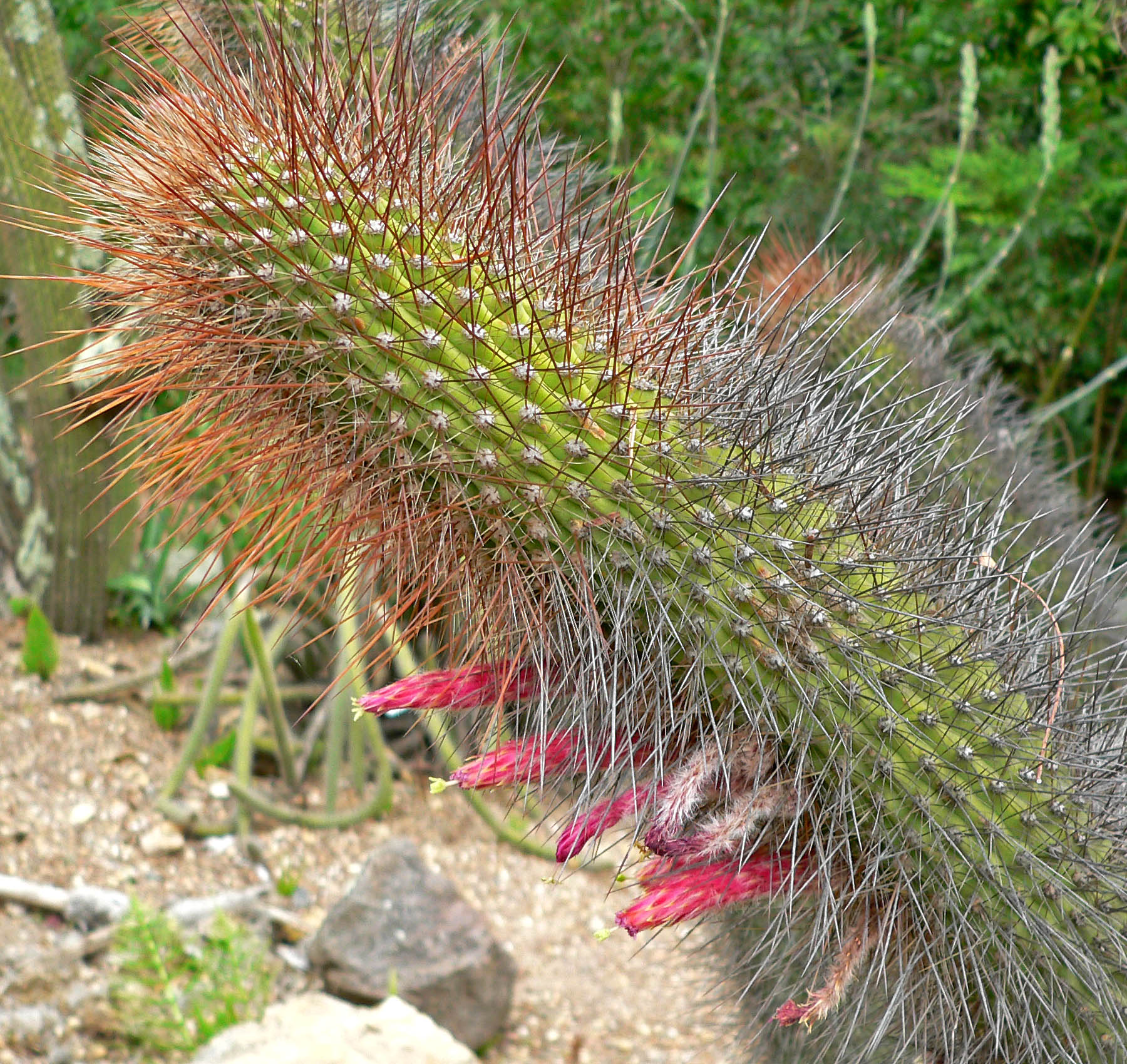
Detalle del tallo

Cleistocactus buchtienii es una especie de cactus columnar de hábito arbustivo que se ramifica desde la base. Alcanza alturas de hasta 1,5 m (raramente hasta 3 m) y diámetros de hasta 5 cm. 
Presenta alrededor de 16 a 19 (raramente hasta 22) costillas bajas, las cuáles están notablemente dentadas. Sobre ellas se asientan areolas con espinas aciculares de color marrón rojizo a amarillo pajizo. De entre ellas se distinguen 4 espinas centrales extendidas que miden hasta 3,5 cm de largo y de 8 a 15 espinas radiales delgadas de hasta 2 cm de largo.
Las flores son de color rojo vino a rosa azulado y miden hasta 6 cm (raramente hasta 8 cm) de largo.  Las puntas de las brácteas van de color rojo vino o verdoso a verde oscuro. Tienen forma tubular y al igual que la mayoría de las especies del género, las flores apenas se abren. Son rectas o muy ligeramente curvadas, y están cubiertas de pelos cortos y densos que surgen de las axilas de las escamas. Los estambres no sobresalen o sobresalen apenas y el estilo sobresale ligeramente. 
Los frutos son esféricos, se abren en la base y alcanzan diámetros de 2 a 3 cm. Son de color verde amarillento en la base y morado claro en la parte superior. En su interior encontramos pequeñas semillas amarronadas o negras.

## Distribución y hábitat
El área de distribución nativa de esta especie es Bolivia y crece principalmente en el bioma tropical estacionalmente seco, a altitudes de 2.500 a 2.750 m (raramente hasta 3.100 m) sobre el nivel del mar.

## Taxonomía
Cleistocactus buchtienii fue descrita por el botánico alemán Curt Backeberg y publicada por primera vez en Kaktus-ABC 189, 411 en 1936.

Etimología
- Cleistocactus: nombre genérico que deriva de la combinación de la palabra griega kleistos (que significa 'cerrado'), y cactus (término latino que alude a las plantas del género Cactaceae), haciendo referencias a que son cactus con flores cerradas, ya que en algunas especies apenas se abren y parecen estar cerradas.[5]
- buchtienii: epíteto específico otorgado en honor de Otto Buchtien, director del Museo Nacional de Bolivia.[6]

Sinonimia
- Cleistocactus angosturensis Cárdenas, 1956
- Cleistocactus buchtienii var. flavispinus Cárdenas, 1952
- Cleistocactus reae Cárdenas, 1957
- Cleistocactus ressinianus Cárdenas, 1956
- Cleistocactus sucrensis Cárdenas, 1952
- Cleistocactus tupizensis var. sucrensis (Cárdenas) Backeb., 1959
- Echinopsis buchtienii (Backeb.) Anceschi & Magli, 2013

## Estado de conservación
En la Lista Roja de Especies Amenazadas de la UICN, la especie está clasificada como de “Preocupación Menor (LC)”.

## Usos
Se cultiva principalmente como planta ornamental y su propagación se realiza a través de esquejes o semillas.

## Galería

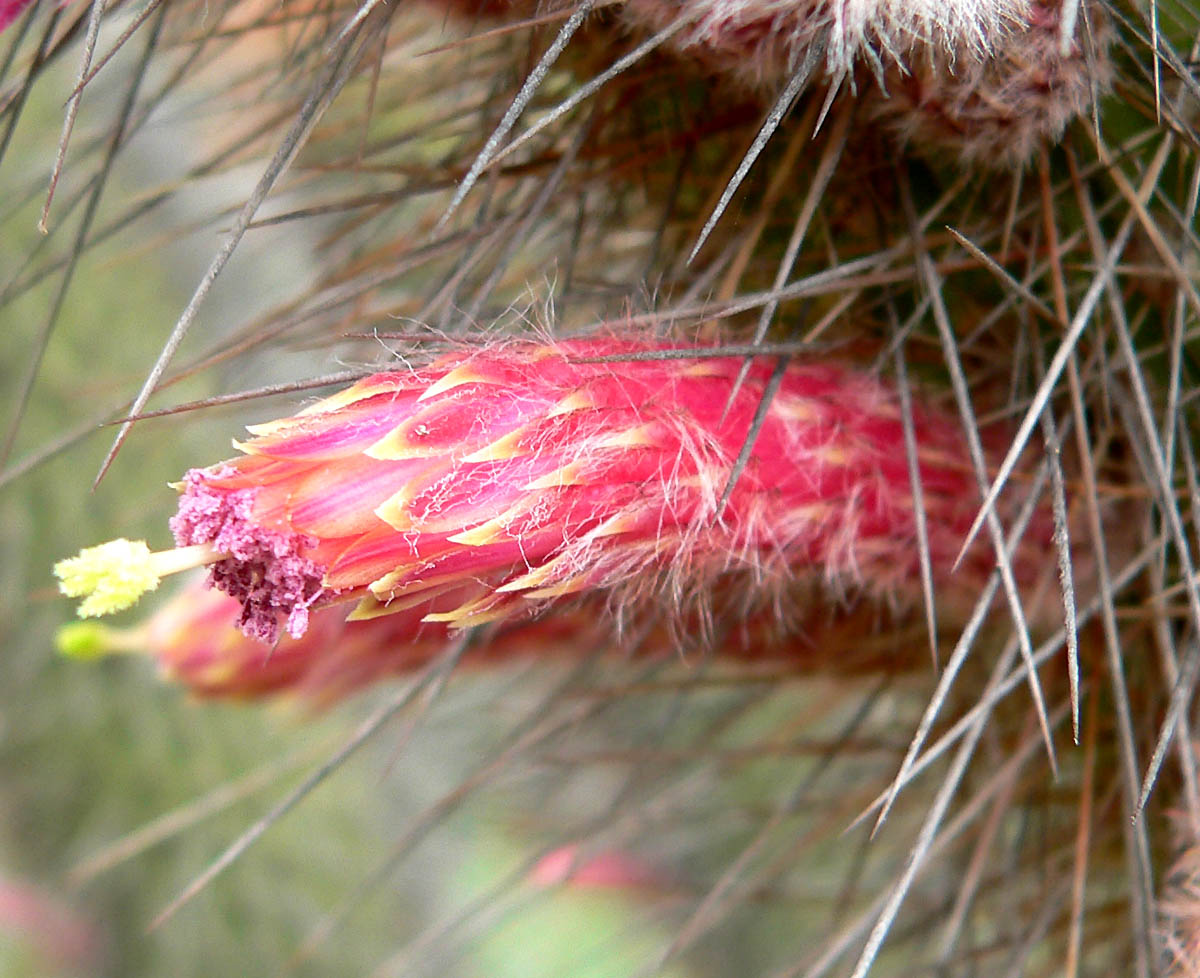
Detalle de la flor
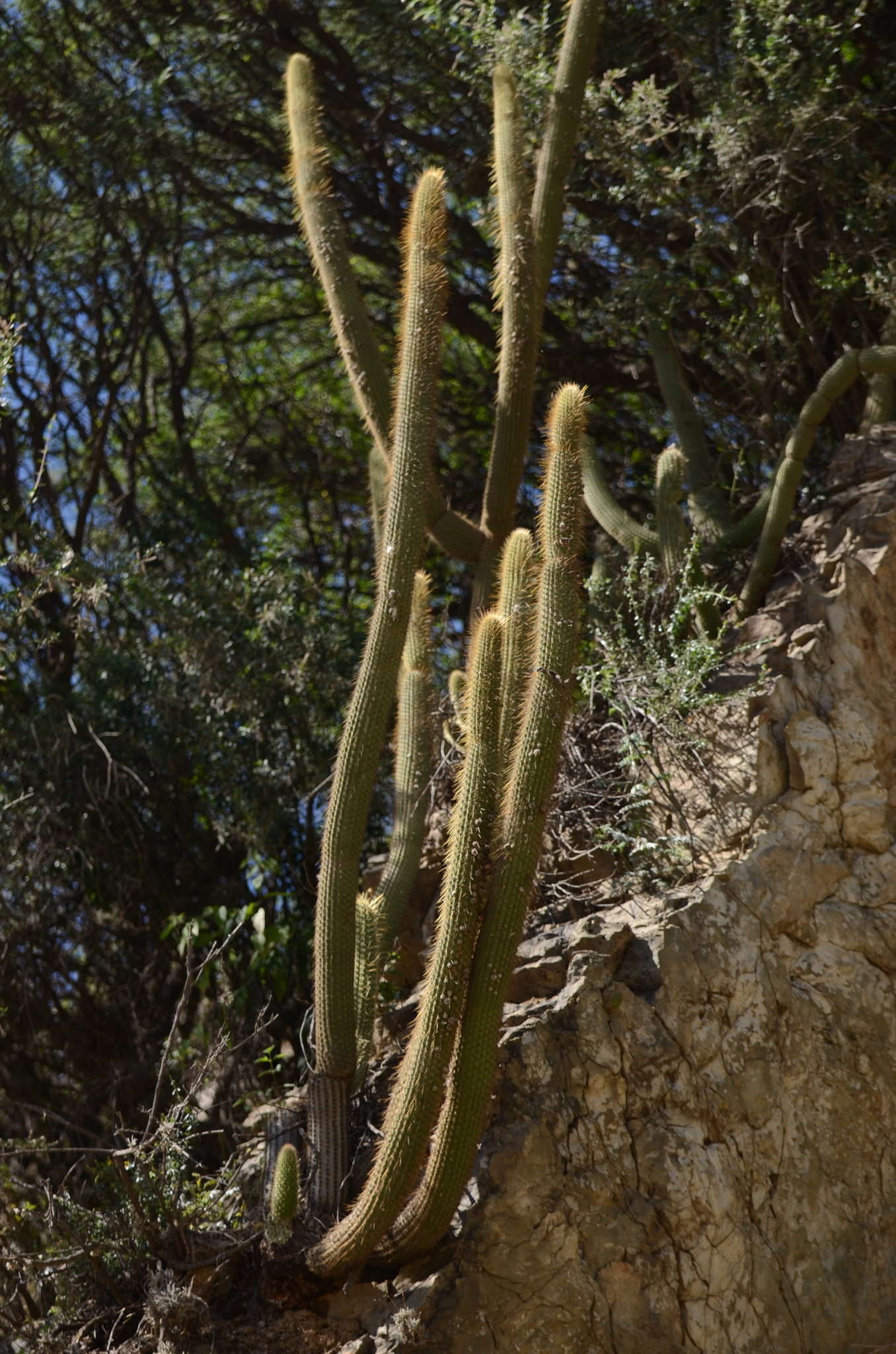
Porte de la planta
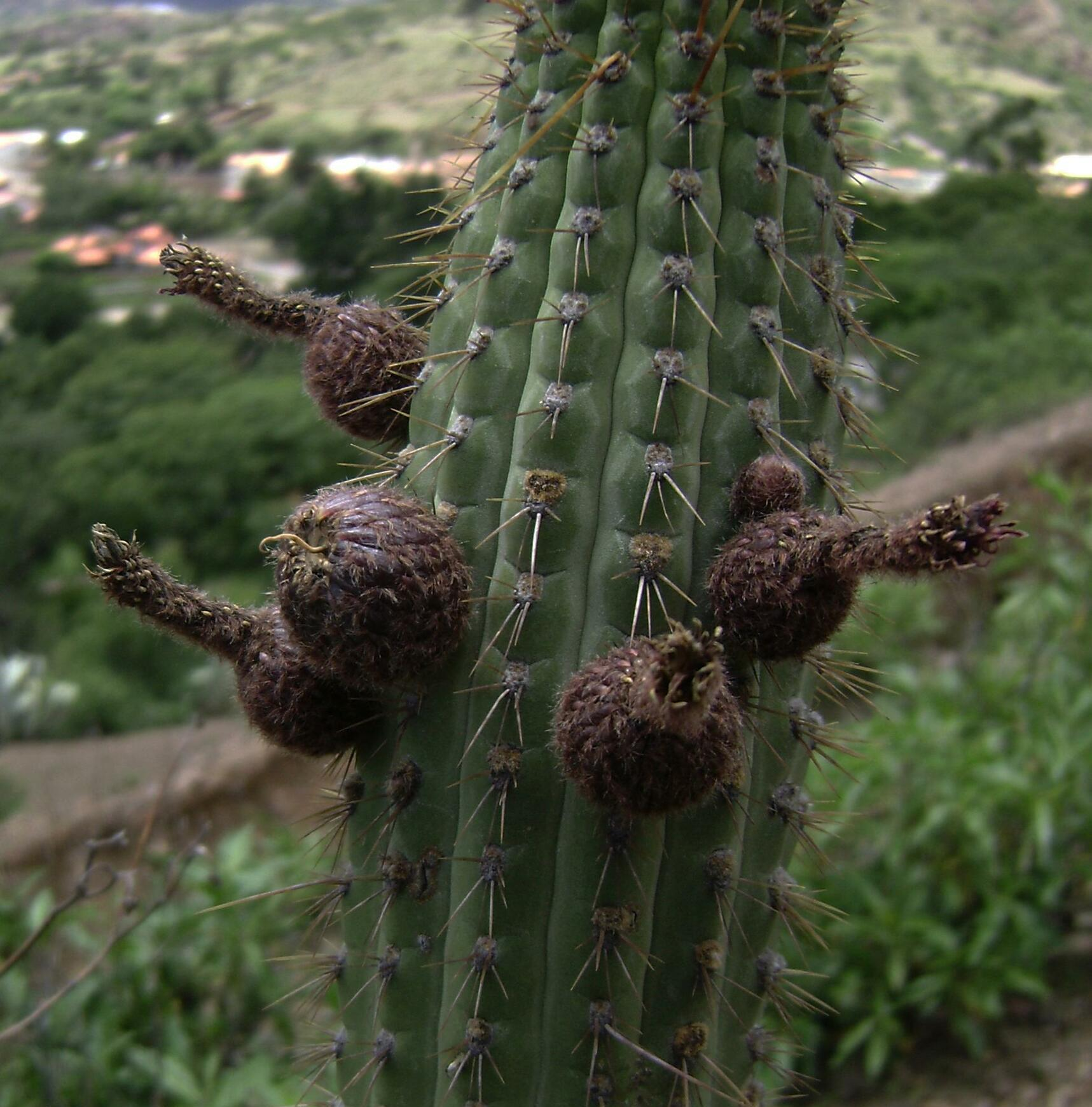
Detalle de los frutos
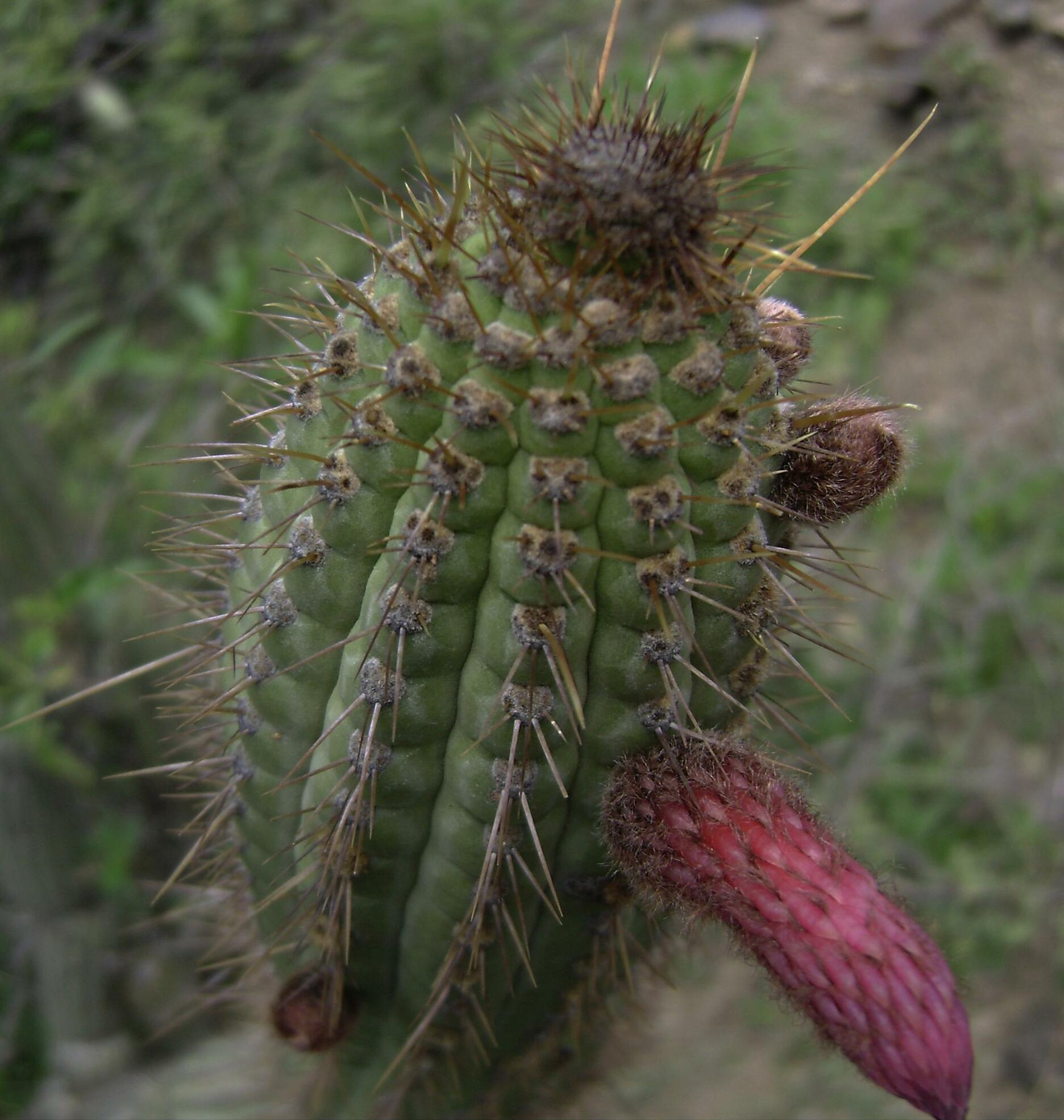
Detalle del tallo
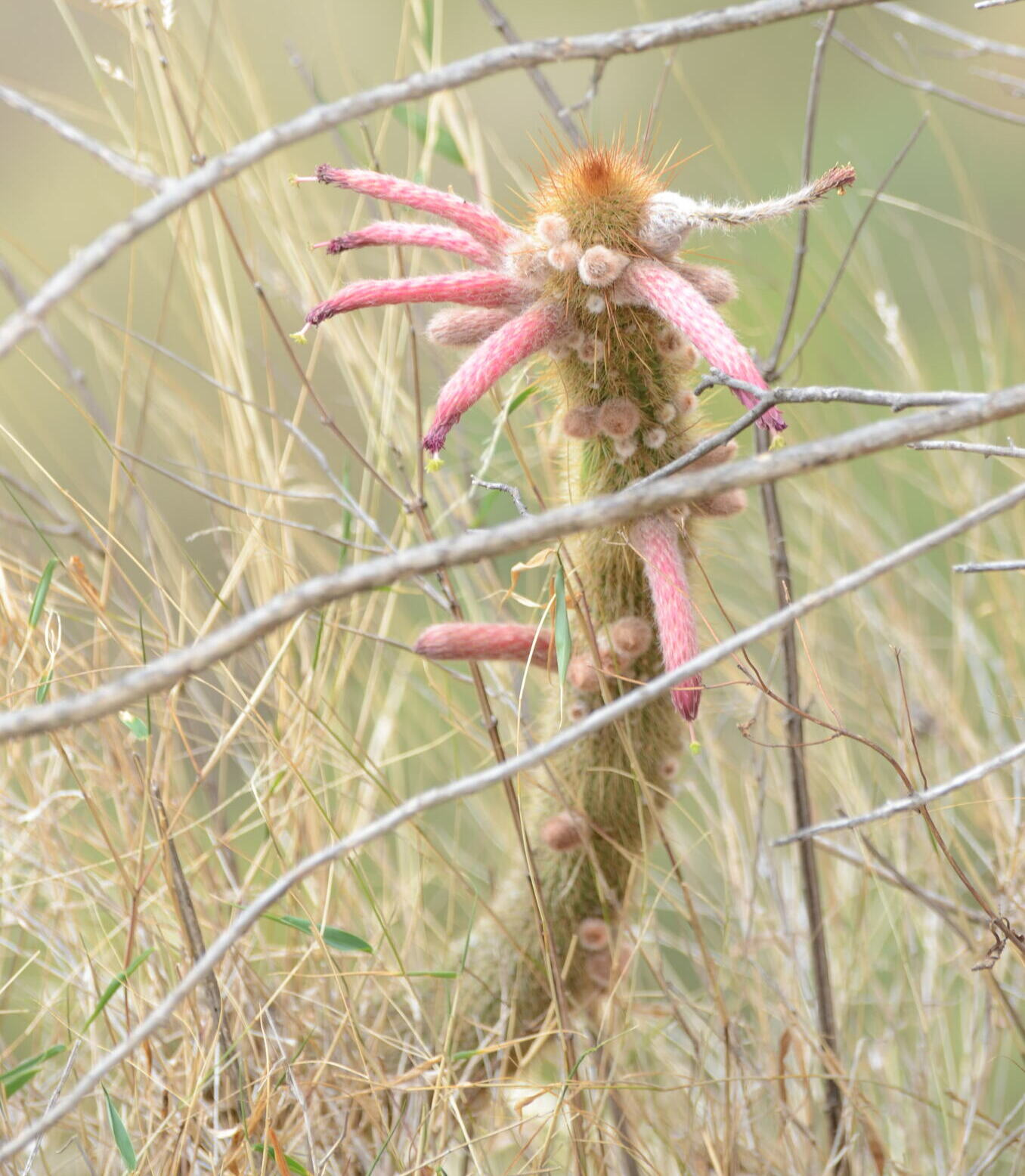
Planta en su hábitat